# RTL Kettő
RTL Kettő (antes RTL II) es un canal de televisión privado de Hungría, perteneciente a RTL Magyarország. Emite series y programas de telerrealidad.

## Historia
En 2011, RTL Magyarország planeaba el lanzamiento de un segundo canal de televisión, bajo el nombre de RTL II e inspirado en la versión alemana del canal con el mismo nombre en aquel entonces. Su lanzamiento estaba previsto para el 14 de febrero de 2012, aunque, finalmente, inició emisiones el 1 de octubre de 2012.
Desde octubre de 2014 el canal está disponible en las principales plataformas de cable y satélite de Hungría y desde el 1 de enero de 2015 emite en HD.
Entre 2015 y 2018, RTL II emitió la Liga Europa de la UEFA. En 2021, RTL adquirió de nuevo los derechos de transmisión de la Liga Europa de la UEFA y de la Liga Conferencia de la UEFA, aunque los partidos dejaron de emitirse en RTL II para emitirse en RTL+.
El 2 de septiembre de 2022, la compañía anunció el cambio de nombre y diseño del canal. Desde el 20 de noviembre de 2022, RTL II emite con su imagen corporativa del canal y cambió su nombre a RTL Kettő.

## Programación
- A gyanú árnyékában
- Beugró
- Éjjel-nappal Budapest
- Konyhafőnök Junior
- Legyen Ön is milliomos!
- NőComment!
- Segítség, bajban vagyok!
- BeleValóVilág
- AfterX

## Imagen corporativa

2012 - 2022
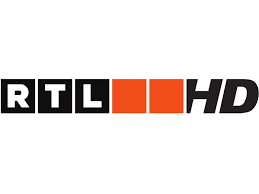
Versión en HD
Desde 2022